# Erbenhausen
Erbenhausen település Németországban, azon belül Türingiában. Lakosainak száma 564 fő (2023. december 31.). Erbenhausen Rhönblick, Mittelsdorf (Kaltennordheim) és Melpers községekkel határos.

## Népesség
A település népességének változása:
| Lakosok száma | 557  | 571  | 580  | 574  | 564  |
|               | 2017 | 2019 | 2021 | 2022 | 2023 |